# 聯合復臨大學
聯合復臨大學（英語：Union Adventist University）是一所位於美國內布拉斯加州林肯 (內布拉斯加州)的私立四年制基督復臨安息日會大學。這間大學的前身是聯合學院(Union College)，成立於1891年，到2024年5月5日改名為聯合復臨大學。

## 歷史
洛杉磯學者們和教會委員會的領導們，這當中包涵有影響力的復臨學者們與行政人員威廉瓦倫皮史考特(1855年～1944年) 到美國內布拉斯加州林肯 (內布拉斯加州)，為了是在美國中西部尋找一塊土地來成立學院。1891年9月聯合學院成立，威廉瓦倫皮史考特擔任第一位院長。1920年，學院經歷招生人數下滑與經費不足的困境。

## 學術
- 根據2025年美國新聞與世界報導，聯合復臨大學在美國區域性大學中西區排名第14名[5]。

## 外部連結
- 聯合復臨大學官方網站

## 資料來源
1. ↑  2023 Manhattan Christian College:Union Adventist University
2. ↑  U.S.Department of Education
3. ↑  Center on Children, Families, and the Law 2025
4. ↑  Union College:Trustees vote to change Union's name
5. ↑  U.S.News Union Adventist University Rankings